# Michałówek (Niemodlin)
Michałówek  (deutsch Michelsdorf) ist ein Dorf in der Gmina Niemodlin, im Powiat Opolski, der Woiwodschaft Oppeln im Südwesten von Polen.

## Geographie

### Geographische Lage
Das Straßendorf Michałówek liegt etwa drei Kilometer nordöstlich vom Gemeindesitz Niemodlin (Falkenberg) und etwa 22 Kilometer westlich von der Kreisstadt und Woiwodschaftshauptstadt Oppeln. Michałówek liegt in der Nizina Śląska (Schlesischen Tiefebene) innerhalb der Równina Niemodlińska (Falkenberger Ebene). Im Norden des Dorfes verläuft die Landesstraße Droga krajowa 46. 

### Nachbarorte
Nordwestlich von Michałówek liegt das Dorf Gościejowice (dt. Heidersdorf). Nordöstlich liegt Sosnówka (Kieferkretscham), südöstlich Grodziec (Groditz), südwestlich Sady (Baumgarten) und westlich Niemodlin (Falkenberg O.S.).

## Geschichte
Das Dorf Michelsdorf wurde 1768 durch Michael Graf von Zierotin als Kolonie gegründet. Die Siedlung bestand zunächst aus 12 Siedlerstellen und gehörte administrativ zu Baumgarten.
Nach der Neuorganisation der Provinz Schlesien gehörte die Landgemeinde Michelsdorf ab 1817 zum Landkreis Falkenberg O.S. im Regierungsbezirk Oppeln. 1845 bestand das Dorf aus 15 Häusern. Im gleichen Jahr lebten in Michelsdorf 88 Menschen, davon 9 evangelische. 1855 lebten 587 Menschen im Ort. 1865 zählte das Dorf zwölf Häuslerstellen. Eingeschult waren die Bewohner nach Baumgarten. 1874 wurde der Amtsbezirk Tillowitz gegründet, welcher aus den Landgemeinden Baumgarten, Ellguth-Tillowitz, Michelsdorf, Schedliske, Schiedlow, Seifersdorf, Tillowitz und Weiderwitz und den Gutsbezirken Baumgarten, Ellguth-Tillowitz, Schedliske, Schiedlow, Seifersdorf, Tillowitz und Weiderwitz bestand. 1885 zählte Michelsdorf 95 Einwohner.
1933 lebten in Michelsdorf 83 Menschen. Im Jahr 1939 zählte das Dorf 76 Einwohner. Bis Kriegsende 1945 gehörte der Ort Michelsdorf zum Landkreis Falkenberg O.S.
Am 18. März 1945 rückte die Rote Armee im Dorf ein. Danach kam der bisher deutsche Ort Michelsdorf unter polnische Verwaltung und wurde in Michałówek umbenannt. Am 20. Juni 1946 wurde die verbliebene deutsche Bevölkerung ausgewiesen. 1950 kam der Ort zur Woiwodschaft Oppeln. 1999 kam der Ort als Teil der Gmina Niemodlin zum wiedergegründeten Powiat Opolski.

## Sehenswürdigkeiten
- Steinernes Wegekreuz